# Grégory Fichten

a Compétitions nationales et continentales officielles uniquement.

Dernière mise à jour le 20 juin 2025.
Grégory Fichten, né le 13 août 1990 dans le Val-d'Oise, est un joueur français de rugby à XV qui évolue au poste de pilier gauche au RC Narbonne.

## Biographie

### Jeunesse et formation
Grégory Fichten arrive dans la région narbonnaise en 2002, car ses grands-parents sont installés à Saint-André-de-Roquelongue. Il commence le rugby en septembre 2002, à l'Étoile Sportive Saint-André-Bizanet XV (ESSAB). Il rejoint ensuite le RC Narbonne en cadet première année, en 2010, où il fait toute sa formation,.

### Débuts professionnels à Narbonne (2010-2016)
Grégory Fichten joue son premier match en Pro D2 le 16 avril 2011, sur le terrain de l'Union Bordeaux Bègles en fin de saison 2010-2011.
Le 16 mars 2013, il marque son premier essai de sa carrière lors du derby contre l'US Carcassonne avant de marquer un nouvel essai six jours plus tard contre le Pays d'Aix RC. Le 15 mars 2014, il marque un nouvel essai lors du derby contre l'US Carcassonne. En fin de saison, le RCNM terminant 5e du championnat , il participe à la demi-finales d'accession pour le Top 14, il entre en jeu mais le club s'incline 25-17 face au SU Agen.
En milieu de saison 2014-2015, il se fracture la main, le rendant indisponible durant quatre mois. Il manque ainsi toute la deuxième partie de saison et est de retour pour le dernier match de championnat, lors de la trentième journée de Pro D2 face à Tarbes,.
La saison 2015-2016 est la dernière à Narbonne pour Grégory Fichten. Il joue 27 matchs, dont 25 titularisations et inscrit un essai. Après six saisons jouées au niveau professionnel avec son club formateur, il décide de quitter l'Aude. Il était alors l'un des meilleurs piliers gauches de Pro D2.

### Montpellier HR (2016-2024)

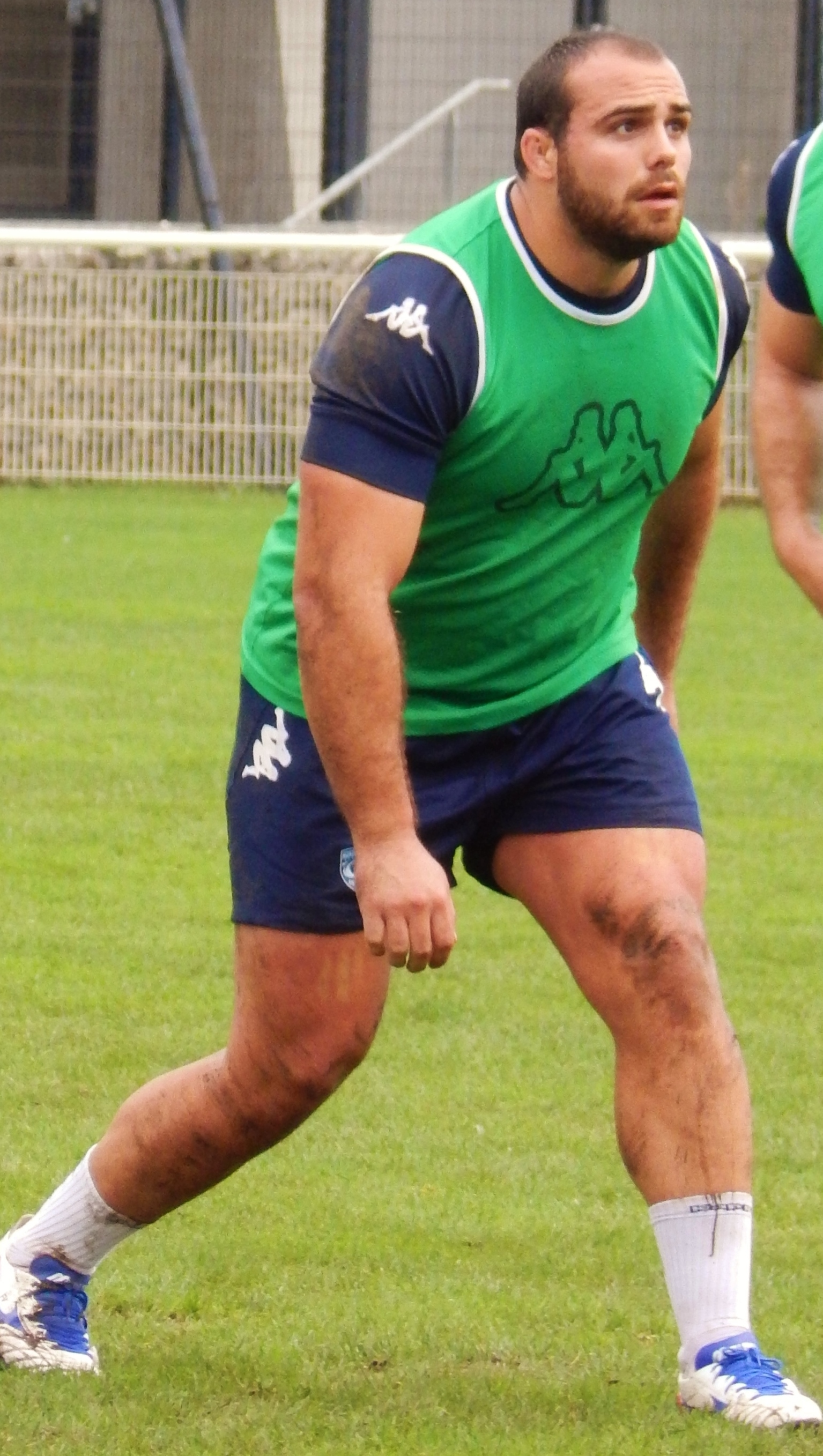
Grégory Fichten en 2016

Durant l'été 2016, Grégory Fichten rejoint le Montpellier HR. Il choisit de rejoindre ce club afin de pouvoir jouer pour la première fois au plus haut niveau, en Top 14 et ainsi progresser. En début de saison 2016-2017, il est en concurrence à son poste avec Mikheil Nariashvili, Yvan Watremez et Schalk van der Merwe. Pour sa première saison dans l'Hérault et malgré la forte concurrence qui lui garantissait peu de temps de jeu en début de saison, il joue 21 matchs de Top 14, dont 10 en tant que titulaire. Dès la fin de sa première saison à Montpellier, il prolonge son contrat de quatre saisons, le liant au club héraultais jusqu'en 2022.
Lors de sa seconde saison au club, en 2017-2018, il marque son premier essai avec le MHR lors d'une défaite 30 à 43 face à l'Oyonnax rugby et participe à ses premiers matchs européens, avant d'être finaliste de Top 14. Durant la finale, face au Castres olympique, il n'est pas titulaire, le géorgien Nariashvili lui étant préféré, mais est sur le banc des remplaçants. Il entre en jeu à la 70e minute à la place de ce dernier, mais son équipe s'incline 13 à 29,.
Pendant la saison 2018-2019, il joue 17 matchs toutes compétitions confondues, avant que sa saison se termine au début du mois d'avril 2019, après qu'il s'est fracturé le scaphoïde, lors d'une rencontre de championnat face à Agen. La saison suivante, en 2019-2020, le MHR fait face à de nombreuses absences au poste de pilier gauche. Nariashvili, Daniel Brennan et Ushangi Tcheishvili étant blessé, c'est Grégory Fichten qui est le titulaire indiscutable au poste, et il réalise des prestations convaincantes,.
Avec le retour de Nariashvili et le recrutement d'Enzo Forletta, arrivant en provenance de Perpignan, la place de titulaire de Fichten est remise en jeu face à cette forte concurrence. Cette saison, il joue 20 matchs toutes compétitions confondues, dont 12 fois en tant que titulaire. Il prend part à la demi-finale du Challenge européen 2021 contre Bath Rugby avant de voir son équipe remporter la compétition sans être sur la feuille de match de la finale. En effet, pour ce match, Forletta est titulaire et son remplaçant est le sud-africain Robert Rodgers. En son absence, Montpellier remporte ce match 17 à 18. Il s'agit alors du premier titre de la carrière de Grégory Fichten.
En début de saison 2021-2022, il s'impose en tant que titulaire au poste de pilier gauche, devant Forletta et Nariashvili avec qui il est en concurrence,. Il joue notamment son centième match sous le maillots montpelliérain face au Stade toulousain, le 18 septembre 2022, à l'occasion de la troisième journée de championnat. Cependant, il se blesse gravement au genou lors de la douzième journée de Top 14 face à l'USAP, mettant fin à sa saison dès le mois de décembre 2021. Il est victime d'une rupture des ligaments croisés. En janvier 2022, il prolonge tout de même son contrat avec le MHR de deux saisons supplémentaires, soit jusqu'en 2024,. Pendant ce temps son club se qualifie en phases finales après avoir terminé à la deuxième place de la phase régulière. Il manque ainsi la demi-finale que les Montpelliérains gagnent face à l'Union Bordeaux Bègles, et la finale que son club remporte en battant Castres sur le score de 29 à 10. Bien qu'il ne participe pas à la finale de Top 14, il remporte son deuxième titre avec le MHR, après le Challenge européen l'année précédente.
Pour la saison 2022-2023, Grégory Fichten est en concurrence avec Forletta, qui est le numéro un au poste, et Simon-Pierre Chauvac qui vient d'arriver en provenance du CA Brive. Toujours pas remis de sa rupture des ligaments croisés de la saison passée, il manque alors les trois premiers mois de compétition de cette saison, sa rééducation ayant pris plus de temps que prévu,. Il fait son retour sur les terrains un an après sa dernière apparition, le 3 décembre 2022 à l'occasion de la 12e journée de Top 14, face à l'ASM Clermont, lorsqu'il remplace Chauvac en seconde période. Il connaît sa première titularisation trois mois plus tard, fin février 2023, lors de la 19e journée de championnat; une défaite 27-17 contre le Stade français. Il joue au total neuf matchs toutes compétitions confondues cette saison, et son équipe termine à la onzième place du classement général.
Sur le plan individuel, la saison 2023-2024 de Grégory Fichten est assez semblable à la précédente avec neuf matchs pour quatre titularisations. Son équipe quant à elle réalise des performances décevantes qui lui font frôler la relégation. Finalement le MHR obtiendra son maintien après avoir vaincu le FC Grenoble en access-match ProD2/Top 14. À l'issue de cette saison, Fichten et son club décident de ne pas poursuivre ensemble l'aventure après huit saisons.

### Retour à Narbonne (depuis 2024)
Après huit années passées à Montpellier, Grégory Fichten retourne jouer avec son club formateur, le RC Narbonne en juillet 2024.

## Palmarès
- Finaliste du Championnat de France en 2018 avec le Montpellier HR
- Vainqueur du Championnat de France en 2022 avec le Montpellier HR